# Overosaurus
Overosaurus is een geslacht van plantenetende sauropode dinosauriërs dat tijdens het late Krijt leefde in het gebied van het huidige Argentinië. De enige benoemde soort is Overosaurus paradasorum.

## Vondst en naamgeving
In november 2002 vond een gezamenlijke expeditie van het Museo Carmen Funes, het Museo Argentino Urquiza (Rincón de los Sauces), en het Natural History Museum of Los Angeles County een skelet van een sauropode in de provincie Neuquén.
In 2013 werd de typesoort Overosaurus paradasorum benoemd en beschreven door Rodolfo Anibal Coria, Leonardo Filippi, Luis Maria Chiappe, Rodolfo García
en Andrea Arcucci. De geslachtsnaam verwijst naar de Cerro Overo, een heuvelrug bij Agua del Overo. De soortaanduiding eert de bewoners van de Cerro de las Piedras Paradas, de heuvel van de vindplaats.
Het holotype, MAU-Pv-CO-439, is gevonden in een laag van de Anacletoformatie die dateert uit het Campanien. Het bestaat uit een gedeeltelijk skelet zonder schedel. Bewaard zijn gebleven: een reeks wervels vanaf de tiende halswervel tot en met de twintigste staartwervel inclusief verschillende eraan verbonden nekribben en borstribben; het rechterdarmbeen en stukken van het linkerdarmbeen. Het gaat om een volwassen exemplaar.

## Beschrijving
Overosaurus is een nogal kleine sauropode. De lichaamslengte kan zo kort geweest zijn als acht meter; het gevonden stuk wervelkolom is zo'n vijf meter lang. De staart is zwak ontwikkeld, de nek sterk.
De beschrijvers wisten enkele onderscheidende kenmerken vast te stellen die samen een unieke combinatie van eigenschappen vormen. De achterste halswervels hebben lange gewrichtsuitsteeksels die zowel aan de voorkant als de achterkant over de randen van het wervellichaam uitsteken. Bij alle ruggenwervels ontbreken de richels op de achterkant van het doornuitsteeksel. De negende en tiende staartwervel zijn breed en massief gebouwd met lichte uithollingen op de zijkanten en tamelijke gladde onderkanten. Op de achterzijde van de tweede en derde borstrib loopt in de lengterichting een hoge richel. Het darmbeen is korter en hoger dan bij andere Lithostrotia. Het voorblad van het darmbeen is sterk zijwaarts gekromd en loopt uit in een afhangende punt.

## Fylogenie
Overosaurus is in 2013 binnen de Titanosauria in de Lithostrotia geplaatst. Overosaurus neemt een basale positie in de Aeolosaurini in, boven Muyelensaurus, als het zustertaxon van een klade bestaande uit Aeolosaurus rionegrinus, Aelosaurus maximus, Gondwanatitan faustoi en Pitekunsaurus macayai. Het is een van de kleinste bekende sauropoden uit het Campanien van Patagonië, die bestaan uit Aelosaurini en Saltasauridae.